# Tartaras
Tartaras est une commune française située dans le département de la Loire en région Auvergne-Rhône-Alpes.

## Géographie
Administrativement dans le département de la Loire, la commune forme, avec celle de Dargoire, une quasi-enclave dans le Rhône, seulement rattachée au reste de la Loire par une bande d'environ 300 mètres le long du Gier (sans pont) contiguë de la commune de Châteauneuf.
La superficie de la commune est de 3,91 km2 ; son altitude varie de 190  à   348 mètres. Tartaras est située à 30 km de Saint-Étienne et à 37 km de Lyon.
Tartaras se trouvait jadis au cœur d’un bassin houiller développé au XIXe siècle et conserve des vestiges du canal de Givors à La Grand-Croix (écluse double et tunnel du Rocher Percé) utilisé pour le transport du charbon et fermé en 1955. Le territoire communal se trouve au-dessus du bassin houiller de la Loire.
|                    | Dargoire       |                              |
| Chabanière (Rhône) | Tartaras       | Saint-Romain-en-Gier (Rhône) |
| Châteauneuf        | Longes (Rhône) | Trèves (Rhône)               |

### Voies de communication et de transport

#### Transports en commun
La commune est desservie par la ligne 103 du réseau STAS qui assure la liaison entre Rive-de-Gier et Dargoire.

### Climat
Pour des articles plus généraux, voir Climat d'Auvergne-Rhône-Alpes et Climat de la Loire.
En 2010, le climat de la commune est de type climat du Bassin du Sud-Ouest, selon une étude du Centre national de la recherche scientifique s'appuyant sur une série de données couvrant la période 1971-2000. En 2020, Météo-France publie une typologie des climats de la France métropolitaine dans laquelle la commune est exposée à un climat de montagne ou de marges de montagne et est dans la région climatique  Nord-est du Massif Central, caractérisée par une pluviométrie annuelle de 800 à 1 200 mm, bien répartie dans l’année. 
Pour la période 1971-2000, la température annuelle moyenne est de 11,4 °C, avec une amplitude thermique annuelle de 17,6 °C. Le cumul annuel moyen de précipitations est de 776 mm, avec 8,9 jours de précipitations en janvier et 6,1 jours en juillet. Pour la période 1991-2020, la température moyenne annuelle observée sur la station météorologique de Météo-France la plus proche, « Saint-Didier-sous-Riverie », sur la commune de Chabanière à 4 km à vol d'oiseau, est de 11,6 °C et le cumul annuel moyen de précipitations est de 855,5 mm,. Pour l'avenir, les paramètres climatiques de la commune estimés pour 2050 selon différents scénarios d'émission de gaz à effet de serre sont consultables sur un site dédié publié par Météo-France en novembre 2022.

## Urbanisme

### Typologie
Au 1er janvier 2024, Tartaras est catégorisée bourg rural, selon la nouvelle grille communale de densité à sept niveaux définie par l'Insee en 2022.
Elle est située hors unité urbaine. Par ailleurs la commune fait partie de l'aire d'attraction de Lyon, dont elle est une commune de la couronne,. Cette aire, qui regroupe 397 communes, est catégorisée dans les aires de 700 000 habitants ou plus (hors Paris),.

## Histoire
Les origines de la cité remontent à l'époque romaine, des sarcophages gallo-romains sont encore visibles dans le bourg.
L'église de Tartaras est mentionnée dans les possessions de l'abbaye de l'Île Barbe en 1168 et 1183.

## Politique et administration
| Période                                  | Période  | Identité     | Étiquette | Qualité |
| ---------------------------------------- | -------- | ------------ | --------- | ------- |
| Les données manquantes sont à compléter. |          |              |           |         |
| mars 2001                                | En cours | Gérard Manet |           |         |

## Démographie
L'évolution du nombre d'habitants est connue à travers les recensements de la population effectués dans la commune depuis 1793. Pour les communes de moins de 10 000 habitants, une enquête de recensement portant sur toute la population est réalisée tous les cinq ans, les populations de référence des années intermédiaires étant quant à elles estimées par interpolation ou extrapolation. Pour la commune, le premier recensement exhaustif entrant dans le cadre du nouveau dispositif a été réalisé en 2005.

En 2022, la commune comptait 957 habitants, en évolution de +13,93 % par rapport à 2016 (Loire : +1,32 %, France hors Mayotte : +2,11 %).
| 1793 | 1800 | 1806 | 1821 | 1831 | 1836 | 1841 | 1846 | 1851 |
| ---- | ---- | ---- | ---- | ---- | ---- | ---- | ---- | ---- |
| 677  | 304  | 375  | 386  | 350  | 330  | 354  | 318  | 350  |

| 1856 | 1861 | 1866 | 1872 | 1876 | 1881 | 1886 | 1891 | 1896 |
| ---- | ---- | ---- | ---- | ---- | ---- | ---- | ---- | ---- |
| 406  | 413  | 433  | 300  | 320  | 318  | 297  | 293  | 268  |

| 1901 | 1906 | 1911 | 1921 | 1926 | 1931 | 1936 | 1946 | 1954 |
| ---- | ---- | ---- | ---- | ---- | ---- | ---- | ---- | ---- |
| 291  | 314  | 264  | 228  | 213  | 221  | 201  | 194  | 220  |

| 1962 | 1968 | 1975 | 1982 | 1990 | 1999 | 2005 | 2006 | 2010 |
| ---- | ---- | ---- | ---- | ---- | ---- | ---- | ---- | ---- |
| 218  | 269  | 279  | 290  | 366  | 596  | 689  | 720  | 767  |

| 2015 | 2020 | 2022 | - | - | - | - | - | - |
| ---- | ---- | ---- | - | - | - | - | - | - |
| 829  | 926  | 957  | - | - | - | - | - | - |

## Culture locale et patrimoine

### Lieux et monuments
- La maison familiale rurale de Tartaras, établissement reconnu par le ministère de l'Agriculture.

Cet établissement propose des formations en alternance de la 4e au baccalauréat professionnel : productions horticoles et travaux paysagers.
- Église Saint-Pierre-aux-Liens de Tartaras.

### Le site du Rocher percé
C'est un vestige du canal de Givors qui reliait Givors à La Grand-Croix de 1780 à 1955. Construit pendant vingt ans par deux lyonnais, François Zacharie et son fils Guillaume, le site est mis en valeur par la création d'un sentier qui permet de découvrir l'écluse double et le tunnel utilisés pour le transport du charbon.

### Héraldique
|  | Les armoiries de Tartaras se blasonnent ainsi : D’or à l’écusson ovale d’argent à la filière de sable, chargé d’une branche au naturel issant d’un croissant de gueules, accostée de deux étoiles du même en chef, ledit écusson soutenu de deux rinceaux de laurier de sinople, les tiges passées en sautoir, et surmonté d’un tourteau aussi de gueules, au cœur du même brochant en pointe sur l’écusson. |

## Personnalités liées à la commune
- Charles Bossut (1730-1814), géomètre, mathématicien, membre de l'Académie des sciences (élu en 1768), membre correspondant de l'Académie royale des sciences de Prusse et de celle de Bologne, membre honoraire de l'Académie de Saint-Pétersbourg (1778), collaborateur de Diderot pour la partie mathématique de l'Encyclopédie, père de l'hydrodynamique expérimentale. Membre, avec Condorcet et l'abbé Rochon, de la commission de faisabilité des canaux. Né à Murigneux, près de Tartaras.
- Antoine Arbel (1855-1933), homme politique né à Tartaras.